# Solow Building
Das Solow Building ist ein Wolkenkratzer in Manhattan in New York City. Er ist für Solow Development Corporation errichtet und nach dem Bauherren Sheldon Henry Solow (1928–2020) benannt worden.

## Beschreibung

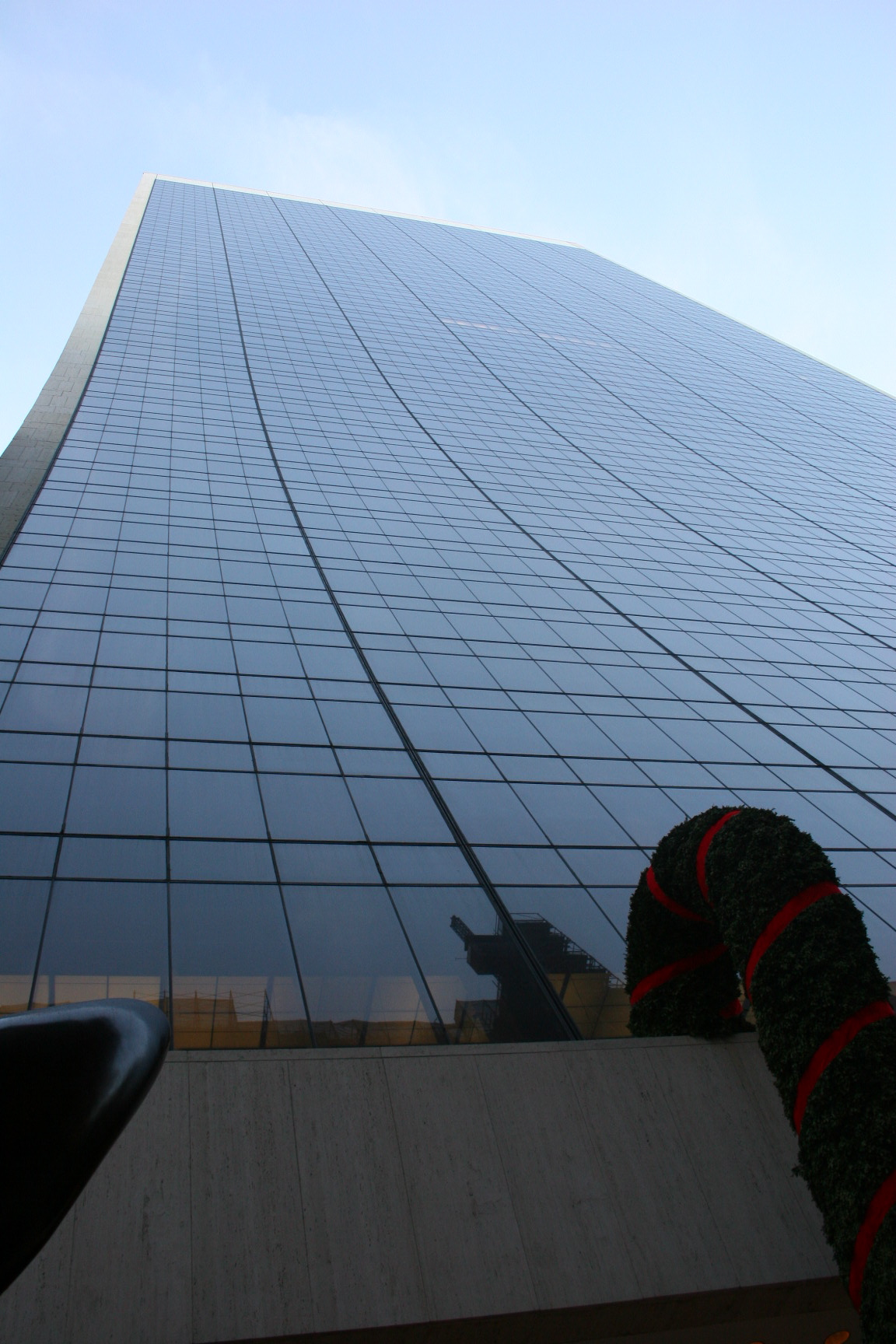
Blick von der Straße entlang der konkaven Fassade

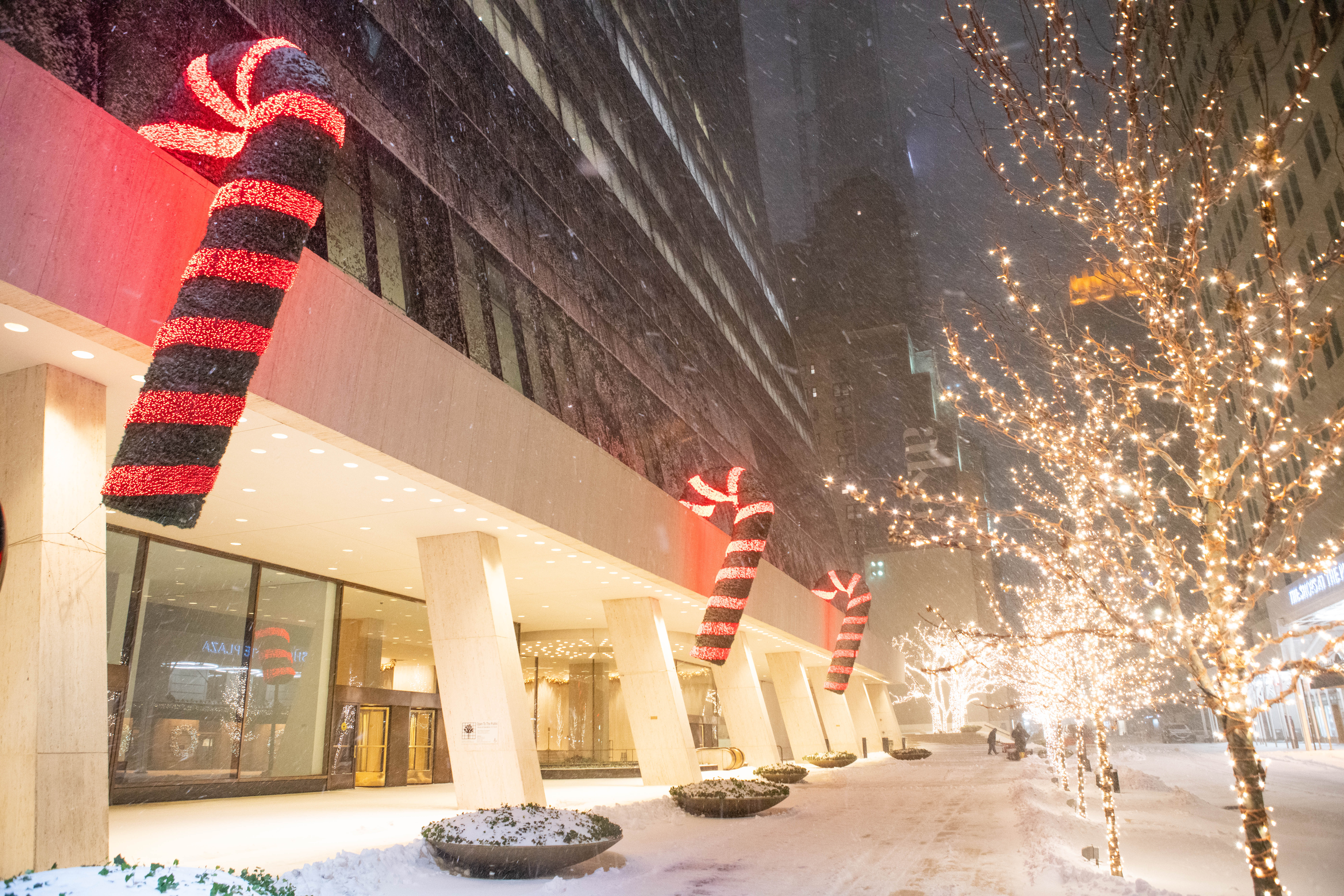
Der Gebäudesockel im Dezember 2020 mit Weihnachtsdekoration während eines Schneesturms

Das Bürogebäude befindet sich in Midtown Manhattan relativ mittig in einem Stadtblock, der von der Fifth Avenue im Osten, der West 57th Street im Süden, der Sixth Avenue im Westen und der West 58th Street im Norden begrenzt ist. Nördlich steht direkt gegenüber das Plaza Hotel, daneben und dahinter liegen der Grand Army Plaza und der Central Park. Nachbargebäude sind unter anderem das Kaufhaus Bergdorf Goodman und das General Motors Building.
Das Solow Building wurde vom Architekten Gordon Bunshaft von Skidmore, Owings & Merrill entworfen. Der 210 Meter (689 Fuß) hohe Wolkenkratzer wurde im Jahr 1974 nach einer Bauzeit von sechs Jahren eröffnet. Er fällt besonders durch seinen weißen Beton und die schwarzgetönten Fensterfronten auf. Auch seine Form ist außergewöhnlich. Jeweils die Nord- und die Südseite des 49-stöckigen Gebäudes wölben sich konkav bis zur 18. Etage allmählich nach innen, wodurch die Etagenfläche immer weiter abnimmt. Sowohl an der Ost-, als auch an der Westseite des Hochhauses sind jeweils drei Kreuzverstrebungen zu erkennen, die dem Bauwerk zusätzliche Stabilität verleihen. Der Büroturm bietet rund 140.000 m² Bürofläche. Das Gebäude ist mit Stand 2025 das 90-höchste in der Stadt.
Bis zu seinem Tod im Jahr 2020 war Bauherr Sheldon Solow Eigentümer des Gebäudes. Sein Sohn Stefan Soloviev organisierte anschließend die Firma seines Vaters neu und die neu gegründete Soloviev Group übernahm den Betrieb von 9 West 57th Street. Zu den Mietern gehören die Beteiligungsunternehmen Apollo Management, Coatue Management, Sculptor Capital Management und Tiger Global Management.